# Metacycla marginata
Metacycla marginata es una especie de insecto coleóptero de la familia Chrysomelidae.
Fue descrita científicamente en 1875 por Chapuis.